# Cantó de Versalles-1
El cantó de Versalles-1 és un cantó francès del departament d'Yvelines, situat al districte de Versalles. Creat amb la reorganització cantonal del 2015.

## Municipis
- Versalles (en part)